# Cremastus atripennis
Cremastus atripennis là một loài tò vò trong họ Ichneumonidae.